# 宝蔵寺久雄
宝蔵寺 久雄（寶藏寺 久雄、ほうぞうじ ひさお、1889年（明治22年）10月28日 - 1940年（昭和15年）2月26日）は、大日本帝国陸軍軍人。最終階級は陸軍中将。功三級。

## 経歴・人物
佐賀県出身。父方の従弟は海軍大佐の永石光次。1911年（明治44年）陸軍士官学校第23期卒業、陸軍砲兵少尉に任官。その後、1918年（大正7年）陸軍大学校に入学し、1921年（大正10年）同校第33期卒業。この間、砲兵から航空兵に転科。
1934年（昭和9年）12月より陸軍大学校教官を経て、1935年（昭和10年）8月に陸軍航空兵大佐・浜松陸軍飛行学校教官となる。その後、1936年（昭和11年）8月に飛行第10連隊長、1937年（昭和12年）11月に第2飛行集団参謀長、1938年（昭和13年）7月に陸軍少将・第7飛行団長を経て、1939年（昭和14年）7月に白城子陸軍飛行学校長となる。
翌年の1940年（昭和15年）2月25日、公務のため満州から東京へ飛行中に京都府綴喜郡大住村付近にて墜落。京都衛戍病院に搬送されたが、他5名の搭乗者と共に翌日殉職。没後、陸軍中将に特進した。

## 著作
- 『砲兵戦術講授録 応用之部』陸軍大学校将校集会所、1932年。
- 『海鼠は祈る : 満洲国旅行記』新知社、1933年。
- 『欧洲旅行記』干城堂、1935年。

## 親族
- 娘婿 朝枝繁春（陸軍中佐）[5]